# Maaike De Rudder
Maaike De Rudder (Sint-Niklaas, 31 mei 1993) is een Belgische politica voor de CD&V. Ze was tot 2024 burgemeester van Sint-Gillis-Waas.

## Levensloop
De Rudder werd in 2014 bachelor secundair onderwijs wiskunde en economie aan de hogeschool Odisee in Sint-Niklaas en was van 2014 tot 2019 lerares wiskunde in het VTI Sint-Laurentius in Lokeren.
In oktober 2012 nam de toen 19-jarige De Rudder voor het eerst deel aan de gemeenteraadsverkiezingen. Ze werd voor CD&V verkozen tot gemeenteraadslid van Sint-Gillis-Waas. Van september 2014 tot december 2018 was ze schepen van de gemeente, bevoegd voor jeugd, onderwijs en financiën. Na de gemeenteraadsverkiezingen van oktober 2018 werd ze begin januari 2019 burgemeester in een coalitie met sp.a-Groen waar geen plaats bleek voor uittredend burgemeester Chris Lippens.
Bij de Vlaamse verkiezingen van 26 mei 2019 werd ze vanop de vierde plaats van de Oost-Vlaamse CD&V-lijst verkozen tot Vlaams parlementslid. Ze werd er lid van de commissie Welzijn, Volksgezondheid, Gezin en Armoedebestrijding. De Rudder stelde zich niet meer kandidaat bij de Vlaamse verkiezingen van 9 juni 2024 om zich volledig toe te leggen op het burgemeesterschap.
In oktober 2024 voerde De Rudder in Sint-Gillis-Waas de kartellijst CD&V-Vooruit aan, die met 37,6 procent op de tweede plaats strandde. Ze kon hierdoor haar mandaat als burgemeester niet verlengen. De grootste partij N-VA besloot een coalitie te vormen met Groen, zodat De Rudder als gemeenteraadslid in de oppositie belandde. In december 2024 volgde Koen Daniëls haar op als burgemeester.
Maaike De Rudder is de kleindochter van Willy De Rudder, voormalig burgemeester van Sint-Gillis-Waas.